# Riu Ohio

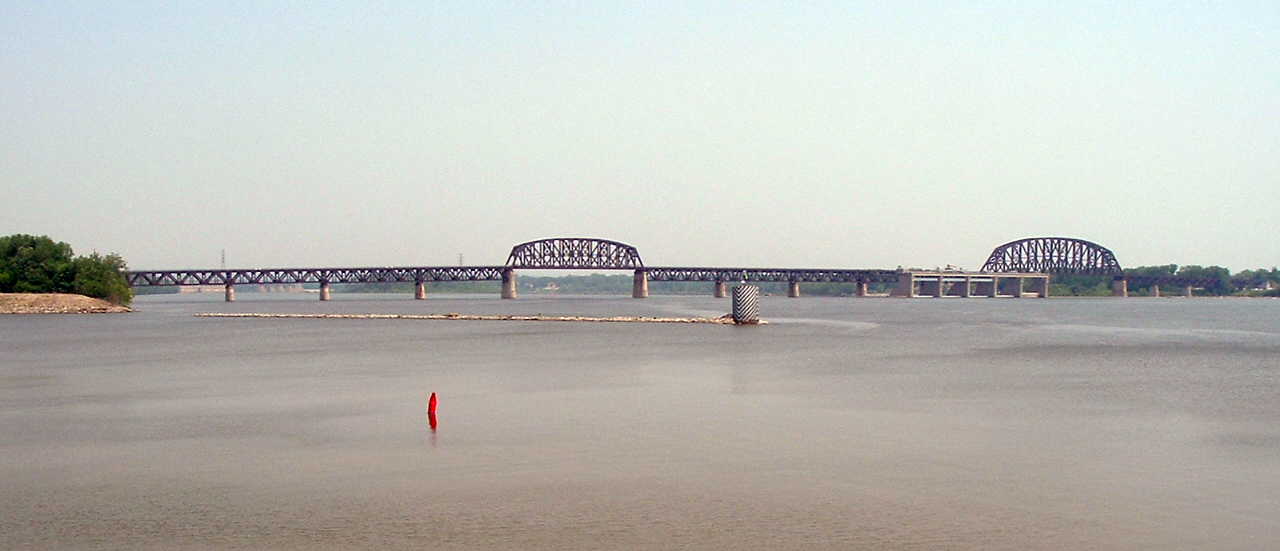
El pont de Louisville

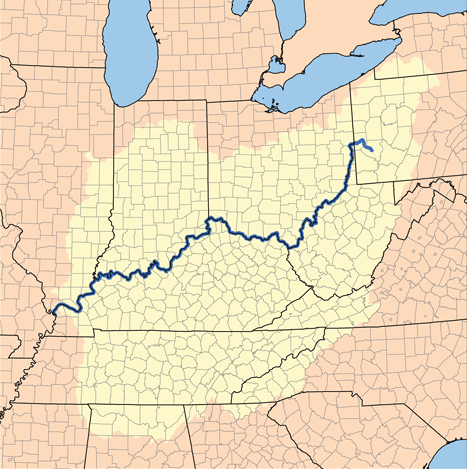
Conca del riu Ohio

El riu Ohio és l'afluent més gran en volum del riu Mississipi als Estats Units d'Amèrica. Fins i tot a la confluència el riu Ohio és més gran que el Mississipi. Fa 1.580 km de llarg. Moltes civilitzacions d'amerindis es van formar a les seves ribes com per exemple els Osage, Omaha, Ponca i Kaw, però emigraren al riu Mississipi sota la pressió dels iroquesos
Durant el segle xix, el riu era la frontera sud del Territori del Nord-oest i era la frontera també entre els esclaus i els homes lliures. La inundació de l'Ohio del 1937, amb 350 víctimes mortals es troba entre les catàstrofes naturals més mortíferes de la història dels Estats Units.
El riu Ohio és la zona de transició climàtica entre la zona humida subtropical i la zona humida continental i hi ha fauna i flora dels dos climes.

## Curs del riu

### Comunitats al llarg del riu
| Àrea metropolitana                                                     | Població  |
| ---------------------------------------------------------------------- | --------- |
| Àrea metropolitana de Pittsburgh                                       | 2.400.000 |
| Àrea metropolitana de Cincinnati – Northern Kentucky                   | 2.200.000 |
| Àrea estadística metropolitana de Louisville - Jefferson County, KY-IN | 1.400.000 |
| Àrea estadística metropolitana d'Evansville, IN-KY                     | 358.000   |
| Àrea estadística metropolitana de Huntington-Ashland, WV-KY-OH         | 365.419   |
| Àrea metropolitana de Parkersburg-Marietta-Vienna                      | 160.000   |
| Àrea estadística metropolitana de Wheelingg                            | 145.000   |
| Àrea metropolitana de Weirton-Steubenvillee                            | 132.000   |
| Àrea estadística metropolitana d'Owensboro                             | 112.000   |

Moltes de les comunitats al llarg del riu Ohio s'enumeren a continuació; la majoria tenen un significat històric o tradició cultural que les relaciona amb el riu. Estan seqüenciades des del naixement del riu fins al seu final i els habitants corresponen tots al cens de 2010. Es ressalten en negreta les localitats de més de 20.000 habitants.
| Localitats a la vora del riu Ohio |
| --- |
| - Pennsilvània: - Pittsburgh (305.704 hab.) - Sewickley (3.827 hab.) - McKees Rocks (6.104 hab.) - Coraopolis (5.667 hab.) - Ambridge (7.050 hab.) - Aliquippa (9.438 hab.) - Rochester (5.737 hab.) - Monaca (5.737 hab.) - Beaver (4.531 hab.) - Midland (2.635 hab.) - Freedom (1.569 hab.) - Rochester (3.657 hab.) - Conway (2.176 hab.) - Neville Island (1.084 hab.) - Baden (4.135 hab.) - Bellevue (8.370 hab.) - Edgeworth (1.680 hab.) - Leetsdale (1.218 hab.) - Ohio: - East Liverpool (5.737 hab.) - Steubenville (18.659 hab.) - Martins Ferry (6.915 hab.) - Bellaire (4.278 hab.) - Marietta (14.085 hab.) - Belpre (6.441 hab.) - Pomeroy (1.852 hab.) - Gallipolis (3.641 hab.) - Ironton (11.129 hab.) - Portsmouth (20.226 hab.) - New Boston (2.272 hab.) - Manchester (2.023 hab.) - Aberdeen (1.638 hab.) - Ripley (1.750 hab.) - New Richmond (2.582 hab.) - Cincinnati (296.943 hab.) - Virgínia Occidental - Chester (2.585 hab.) - Weirton (19.746 hab.) - Wheeling (28.486 hab.) - Moundsville (9.318 hab.) - New Martinsville (5.366 hab.) - Paden City (2.633 hab.) - Sistersville (1.396 hab.) - St. Marys (1.860 hab.) - Parkersburg (31.492 hab.) - Ravenswood (3.876 hab.) - Point Pleasant (4.350 hab.) - Huntington (49.138 hab.) - Kenova (3.216 hab.) - Kentucky: - Henderson (28.757 hab.) - Uniontown(1.064 hab.) - Ashland (21.684 hab.) - Vanceburg (1.518 hab.) - Maysville (9.011 hab.) - Augusta (1.190 hab.) - Fort Thomas (16.325 hab.) - Newport (15.273 hab.) - Covington (40.640 hab.) - Ludlow (4.407 hab.) - Louisville (597.337 hab.) - Lewisport (1.670 hab.) - Owensboro (57.265 hab.) - Paducah (25.024 hab.) - Warsaw (1.615 hab.) - Carrollton (3.938 hab.) - Brandenburg (2.643 hab.) - Bellevue (5.955 hab.) - Dayton (5.338 hab.) - Indiana: - Lawrenceburg (5.042 hab.) - Aurora (3.750 hab.) - Rising Sun (2.304 hab.) - Vevay (1.683 hab.) - Madison (11.967 hab.) - Jeffersonville (44.953 hab.) - Clarksville (21.724 hab.) - New Albany (36.372 hab.) - Cannelton (1.563 hab.) - Tell City (7.272 hab.) - Rockport (2.270 hab.) - Newburgh (3.225 hab.) - Evansville ( hab.) - Mount Vernon (6.687 hab.) - Illinois: - Rosicla (1.160 hab.) - Brookport (1.054 hab.) - Metropolis (6.465 hab.) - Caire (2.831 hab.) |

### Afluents del riu Ohio
El riu Ohio té molts afluents, sent els més importants els que recull la taula següent. Els afluents s'ordenen geogràficament, seguint el riu des del naixement fins a la desembocadura, dividint el curs del riu en trams segons els estats que travessa. Tot i això, els subafluents s'ordenen segons van apareixent en recórrer-los riu amunt, és a dir, des de la desembocadura a la font.
| Ramal | Ramal | Nom afluent                       | Nom afluent                                | Nom afluent                                | Nom afluent                                | Desembocadura      | Localitat desembocadura | Longitud (km) | Conca (km²) | Cabal (m³/s) | Estats pels que transcorre                                | Tram                     | Tram |
| —     | —     | Riu Allegheny                     | Riu Allegheny                              | Riu Allegheny                              | Riu Allegheny                              | Ohio               | Pittsburgh              | 523           | 30.000      | 470          | Estats Units · Estats Units                               | Pensilvania (Fuentes)    |      |
| —     | —     | —                                 | Arroyo French                              | Arroyo French                              | Arroyo French                              | Allegheny          | —                       | 188           | 3.289       | 57,2         | Estats Units · Estats Units                               | Pensilvania (Fuentes)    |      |
| —     | —     | —                                 | Riu Clarion                                | Riu Clarion                                | Riu Clarion                                | Allegheny          | —                       | 177           | 3.242,6     | 50,2         | Estats Units                                              | Pensilvania (Fuentes)    |      |
| —     | —     | —                                 | Sistema Kiskiminetas—Conemaugh–Stoneycreek | Sistema Kiskiminetas—Conemaugh–Stoneycreek | Sistema Kiskiminetas—Conemaugh–Stoneycreek | Allegheny          | —                       | 228           | 4.887       | 36,47        | Estats Units                                              | Pensilvania (Fuentes)    |      |
| —     | —     | Sistema Monongahela—Tygart Valley | Sistema Monongahela—Tygart Valley          | Sistema Monongahela—Tygart Valley          | Sistema Monongahela—Tygart Valley          | Ohio               | Pittsburgh              | 463           | 19.011      | 507          | Estats Units · Estats Units                               | Pensilvania (Fuentes)    |      |
| —     | —     | —                                 | Riu Youghiogheny                           | Riu Youghiogheny                           | Riu Youghiogheny                           | Monongahela        | —                       | 196           | 4.442       | 98           | Estats Units · Estats Units                               | Pensilvania (Fuentes)    |      |
| —     | —     | —                                 | Sistema Cheat—Shavers Fork                 | Sistema Cheat—Shavers Fork                 | Sistema Cheat—Shavers Fork                 | Monongahela        | —                       | 269           | 3.686       | 110          | Estats Units · Estats Units                               | Pensilvania (Fuentes)    |      |
| —     | —     | —                                 | Riu West Fork                              | Riu West Fork                              | Riu West Fork                              | Monongahela        | —                       | 166           | 2.282       | 33           | Estats Units                                              | Pensilvania (Fuentes)    |      |
| —     | —     | Arroyo Chartiers                  | Arroyo Chartiers                           | Arroyo Chartiers                           | Arroyo Chartiers                           | Ohio               | Pittsburgh              |               |             |              | Estats Units                                              | Pensilvania              |      |
| —     | D     | Sistema Beaver—Mahoning           | Sistema Beaver—Mahoning                    | Sistema Beaver—Mahoning                    | Sistema Beaver—Mahoning                    | Ohio               | Rochester               | 216           |             |              | Estats Units                                              | Pensilvania              |      |
| —     | —     | —                                 | Riu Shenango                               | Riu Shenango                               | Riu Shenango                               | Beaver             |                         | 160           |             |              | Estats Units · Estats Units                               | Pensilvania              |      |
| I     | —     | Riu Wheeling Creek                | Riu Wheeling Creek                         | Riu Wheeling Creek                         | Riu Wheeling Creek                         | Ohio               | Wheeling                | 40            | 777         | 9,7          | Estats Units                                              | Ohio-Virginia Occidental |      |
| —     | D     | Riu Little Muskingum              | Riu Little Muskingum                       | Riu Little Muskingum                       | Riu Little Muskingum                       | Ohio               |                         | 105           |             |              | Estats Units                                              | Ohio-Virginia Occidental |      |
| I     | —     | Arroyo Middle Island              | Arroyo Middle Island                       | Arroyo Middle Island                       | Arroyo Middle Island                       | Ohio               |                         | 124           |             |              | Estats Units                                              | Ohio-Virginia Occidental |      |
| —     | D     | Arroyo Duck                       | Arroyo Duck                                | Arroyo Duck                                | Arroyo Duck                                | Ohio               | Marietta                | 50            |             |              | Estats Units                                              | Ohio-Virginia Occidental |      |
| —     | D     | Sistema — Tuscarawas              | Sistema — Tuscarawas                       | Sistema — Tuscarawas                       | Sistema — Tuscarawas                       | Ohio               | Marietta                | 388           | 20.850      |              | Estats Units                                              | Ohio-Virginia Occidental |      |
| —     | —     | —                                 | Sistema Walhonding—Mohican                 | Sistema Walhonding—Mohican                 | Sistema Walhonding—Mohican                 | Muskingum          |                         |               |             |              |                                                           | Ohio-Virginia Occidental |      |
| —     | —     | —                                 | —                                          | —                                          | Arroyo Killbuck                            | Walhonding         |                         | 131           |             |              |                                                           | Ohio-Virginia Occidental |      |
| I     | —     | Riu Little Kanawha                | Riu Little Kanawha                         | Riu Little Kanawha                         | Riu Little Kanawha                         | Ohio               | Parkersburg             | 269           | 6.099       |              | Estats Units                                              | Ohio-Virginia Occidental |      |
| —     | D     | Riu Hocking                       | Riu Hocking                                | Riu Hocking                                | Riu Hocking                                | Ohio               | Hockingport             | 160           | 3.100       |              | Estats Units                                              | Ohio-Virginia Occidental |      |
| I     | —     | Sistema Kanawha — New             | Sistema Kanawha — New                      | Sistema Kanawha — New                      | Sistema Kanawha — New                      | Ohio               | Point Pleasant          | 671           | 31.691      | 481          | Estats Units · Estats Units · Estats Units                | Ohio-Virginia Occidental |      |
| —     | —     | —                                 | Riu Elk                                    | Riu Elk                                    | Riu Elk                                    | Kanawha            |                         | 277           |             | 75           | Estats Units                                              | Ohio-Virginia Occidental |      |
| —     | —     | —                                 | Riu Greenbrier                             | Riu Greenbrier                             | Riu Greenbrier                             | New                |                         | 261           | 4.289       | 74           | Estats Units                                              | Ohio-Virginia Occidental |      |
| I     | —     | Riu Guyandotte                    | Riu Guyandotte                             | Riu Guyandotte                             | Riu Guyandotte                             | Ohio               | Huntington              | 267           |             |              | Estats Units                                              | Ohio-Virginia Occidental |      |
| I     | —     | Sistema Big Sandy — Tug Fork      | Sistema Big Sandy — Tug Fork               | Sistema Big Sandy — Tug Fork               | Sistema Big Sandy — Tug Fork               | Ohio               | Catlettsburg (Kentucky) | 303           | 10.510      | 140          | Estats Units · Estats Units · Estats Units                | Ohio-Kentucky            |      |
| —     | —     | —                                 | Riu Levisa Fork                            | Riu Levisa Fork                            | Riu Levisa Fork                            | Big Sandy          |                         | 264           |             | 42,6         | Estats Units (frontera) · Estats Units (frontera)         | Ohio-Kentucky            |      |
| I     | —     | Riu Little Sandy                  | Riu Little Sandy                           | Riu Little Sandy                           | Riu Little Sandy                           | Ohio               | Greenup                 | 145           | 1.876       |              | Estats Units                                              | Ohio-Kentucky            |      |
| —     | D     | Riu Scioto                        | Riu Scioto                                 | Riu Scioto                                 | Riu Scioto                                 | Ohio               | Portsmouth              | 372           | 16.879      | 189          | Estats Units                                              | Ohio-Kentucky            |      |
| —     | —     | —                                 | Riu Paint                                  | Riu Paint                                  | Riu Paint                                  | Scioto             |                         | 152           |             |              | Estats Units                                              | Ohio-Kentucky            |      |
| —     | —     | —                                 | Riu Olentangy                              | Riu Olentangy                              | Riu Olentangy                              | Scioto             |                         | 156           | 1.406       |              | Estats Units                                              | Ohio-Kentucky            |      |
| —     | D     | Riu Little Miami                  | Riu Little Miami                           | Riu Little Miami                           | Riu Little Miami                           | Ohio               | Cincinnati              | 170           | 4.550       | 36           | Estats Units                                              | Ohio-Kentucky            |      |
| I     | —     | Riu Licking                       | Riu Licking                                | Riu Licking                                | Riu Licking                                | Ohio               | Newport-Covinton        | 488           | 9.310       | 119,5        | Estats Units                                              | Ohio-Kentucky            |      |
| —     | D     | Riu Great Miami                   | Riu Great Miami                            | Riu Great Miami                            | Riu Great Miami                            | Ohio               |                         | 260           | 13.915      | 152          | Estats Units                                              | Ohio-Kentucky            |      |
| —     | —     | —                                 | Riu Stillwater                             | Riu Stillwater                             | Riu Stillwater                             | Great Miami        |                         | 105           | 1.766       |              | Estats Units                                              | Ohio-Kentucky            |      |
| —     | —     | —                                 | Riu Mad                                    | Riu Mad                                    | Riu Mad                                    | Great Miami        |                         | 97            | 1.702       |              | Estats Units                                              | Ohio-Kentucky            |      |
| —     | —     | —                                 | Riu Whitewater                             | Riu Whitewater                             | Riu Whitewater                             | Great Miami        |                         | 145           |             |              | Estats Units · Estats Units                               | Ohio-Kentucky            |      |
| —     | D     | Riu Salt                          | Riu Salt                                   | Riu Salt                                   | Riu Salt                                   | Ohio               | West Point              | 225           | 7.563       |              | Estats Units                                              | Indiana- Kentucky        |      |
| I     | —     | Sistema Kentucky—North Fork       | Sistema Kentucky—North Fork                | Sistema Kentucky—North Fork                | Sistema Kentucky—North Fork                | Ohio               | Carrollton              | 618           | 18.000      | 285          | Estats Units                                              | Indiana- Kentucky        |      |
| I     | —     | Riu Green (Ohio)                  | Riu Green (Ohio)                           | Riu Green (Ohio)                           | Riu Green (Ohio)                           | Ohio               |                         | 618           | 25.400      |              | Estats Units                                              | Indiana- Kentucky        |      |
| —     | —     | —                                 | Riu Rough                                  | Riu Rough                                  | Riu Rough                                  | Green              |                         | 219           |             |              | Estats Units                                              | Indiana- Kentucky        |      |
| —     | —     | —                                 | Riu Nolin                                  | Riu Nolin                                  | Riu Nolin                                  | Green              |                         | 169           |             |              | Estats Units                                              | Indiana- Kentucky        |      |
| —     | D     | Riu Wabash                        | Riu Wabash                                 | Riu Wabash                                 | Riu Wabash                                 | Ohio               |                         | 764           | 103.500     | 1.001        | Estats Units (frontera) · Estats Units (frontera)         | Indiana- Kentucky        |      |
| —     | —     | —                                 | Riu Little Wabash                          | Riu Little Wabash                          | Riu Little Wabash                          | Wabash             |                         | 390           | 5.060       |              | Estats Units                                              | Indiana- Kentucky        |      |
| —     | —     | —                                 | —                                          | Skillet Fork                               | Skillet Fork                               | Little Wabash      |                         | 160           |             |              | Estats Units                                              | Indiana- Kentucky        |      |
| —     | —     | —                                 | Riu Patoka                                 | Riu Patoka                                 | Riu Patoka                                 | Wabash             |                         | 269           | 2.230       | 30           | Estats Units                                              | Indiana- Kentucky        |      |
| —     | —     | -                                 | Sistema White—West Fork                    | Sistema White—West Fork                    | Sistema White—West Fork                    | Wabash             |                         | 583           | 14.882      |              | Estats Units                                              | Indiana- Kentucky        |      |
| —     | —     | —                                 | —                                          | Arroyo Fall                                | Arroyo Fall                                | White              |                         | 92,5          | 820         |              | Estats Units                                              | Indiana- Kentucky        |      |
| —     | —     | —                                 | —                                          | Riu West Fork White                        | Riu West Fork White                        | White              |                         | 502           |             |              | Estats Units                                              | Indiana- Kentucky        |      |
| —     | —     | —                                 | -                                          | Sistema East Fork White — Flatrock         | Sistema East Fork White — Flatrock         | White              |                         | 453           |             |              | Estats Units                                              | Indiana- Kentucky        |      |
| —     | —     | —                                 | —                                          | —                                          | Riu Lost (Indiana)                         | East Fork          |                         | 140           |             |              | Estats Units                                              | Indiana- Kentucky        |      |
| —     | —     | —                                 | —                                          | —                                          | Riu Flatrock                               | East Fork          |                         | 158           | 1.380       |              | Estats Units                                              | Indiana- Kentucky        |      |
| —     | —     | —                                 | —                                          | —                                          | Sistema Driftwood—Big Blue                 | East Fork          |                         | 146           |             |              | Estats Units                                              | Indiana- Kentucky        |      |
| —     | —     | —                                 | Riu Embarras                               | Riu Embarras                               | Riu Embarras                               | Wabash             |                         | 314           | 6.340       |              | Estats Units                                              | Indiana- Kentucky        |      |
| —     | —     | -                                 | -                                          | Riu North Fork Embarras                    | Riu North Fork Embarras                    | Embarras           |                         | 103           |             |              | Estats Units                                              | Indiana- Kentucky        |      |
| —     | —     | —                                 | Arroyo Big Raccoon                         | Arroyo Big Raccoon                         | Arroyo Big Raccoon                         | Wabash             |                         |               |             |              | Estats Units                                              | Indiana- Kentucky        |      |
| —     | —     | —                                 | Arroyo Sugar                               | Arroyo Sugar                               | Arroyo Sugar                               | Wabash             |                         | 150           |             |              | Estats Units                                              | Indiana- Kentucky        |      |
| —     | —     | —                                 | Riu Vermilion—Middle Fork                  | Riu Vermilion—Middle Fork                  | Riu Vermilion—Middle Fork                  | Wabash             |                         | 169,7         |             |              | Estats Units · Estats Units                               | Indiana- Kentucky        |      |
| —     | —     | —                                 | —                                          | Riu Middle Fork Vermilion                  | Riu Middle Fork Vermilion                  | Vermilion          |                         | 124           |             |              | Estats Units                                              | Indiana- Kentucky        |      |
| —     | —     | —                                 | —                                          | Riu Salt Fork Vermilion                    | Riu Salt Fork Vermilion                    | Vermilion          |                         | 110           |             |              | Estats Units                                              | Indiana- Kentucky        |      |
| —     | —     | —                                 | Arroyo Wildcat                             | Arroyo Wildcat                             | Arroyo Wildcat                             | Wabash             |                         | 135           |             |              | Estats Units                                              | Indiana- Kentucky        |      |
| —     | —     | —                                 | Riu Tippecanoe                             | Riu Tippecanoe                             | Riu Tippecanoe                             | Wabash             |                         | 293           | 4.860       | 145          | Estats Units                                              | Indiana- Kentucky        |      |
| —     | —     | —                                 | Riu Eel                                    | Riu Eel                                    | Riu Eel                                    | Wabash             |                         | 151           |             |              | Estats Units · Estats Units                               | Indiana- Kentucky        |      |
| —     | —     | —                                 | Riu Mississinewa                           | Riu Mississinewa                           | Riu Mississinewa                           | Wabash             |                         | 190           |             |              | Estats Units · Estats Units                               | Indiana- Kentucky        |      |
| —     | —     | —                                 | Riu Salamonie                              | Riu Salamonie                              | Riu Salamonie                              | Wabash             |                         | 135,8         |             |              | Estats Units                                              | Indiana- Kentucky        |      |
| —     | D     | Riu Saline (Ohio)                 | Riu Saline (Ohio)                          | Riu Saline (Ohio)                          | Riu Saline (Ohio)                          | Ohio               |                         | 121           | 4.566       |              |                                                           | Illinois- Kentucky       |      |
| I     | —     | Riu Cumberland                    | Riu Cumberland                             | Riu Cumberland                             | Riu Cumberland                             | Ohio               | Smithland               | 1.106         | 46.830      | 862          | Estats Units · Estats Units                               | Illinois- Kentucky       |      |
| —     | —     | —                                 | Riu Little River (Kentucky)                | Riu Little River (Kentucky)                | Riu Little River (Kentucky)                | Cumberland         |                         | 93            |             |              | Estats Units                                              | Illinois- Kentucky       |      |
| —     | —     | —                                 | Riu Harpeth                                | Riu Harpeth                                | Riu Harpeth                                | Cumberland         |                         | 185           |             |              | Estats Units                                              | Illinois- Kentucky       |      |
| —     | —     | —                                 | Riu Red                                    | Riu Red                                    | Riu Red                                    | Cumberland         |                         | 161           | 3.840       |              | Estats Units · Estats Units                               | Illinois- Kentucky       |      |
| —     | —     | —                                 | Riu Stones—East Fork                       | Riu Stones—East Fork                       | Riu Stones—East Fork                       | Cumberland         |                         | 149           | 2.385,4     |              | Estats Units                                              | Illinois- Kentucky       |      |
| —     | —     | —                                 | Caney Fork                                 | Caney Fork                                 | Caney Fork                                 | Cumberland         |                         | 230           | 4.590       |              | Estats Units                                              | Illinois- Kentucky       |      |
| —     | —     | —                                 | —                                          | Riu Collins                                | Riu Collins                                | Caney Fork         |                         | 108           | 2.100       | 34           | Estats Units                                              | Illinois- Kentucky       |      |
| —     | —     | —                                 | Riu Big South Fork Cumberland              | Riu Big South Fork Cumberland              | Riu Big South Fork Cumberland              | Cumberland         |                         | 165,8         |             |              | Estats Units · Estats Units                               | Illinois- Kentucky       |      |
| I     | —     | Riu Tennessee                     | Riu Tennessee                              | Riu Tennessee                              | Riu Tennessee                              | Ohio               | Paducah                 | 1.049         | 105.870     | 2.000        | Estats Units · Estats Units · Estats Units · Estats Units | Illinois- Kentucky       |      |
| —     | —     | —                                 | Riu Duck                                   | Riu Duck                                   | Riu Duck                                   | Tennessee          |                         | 457           |             |              | Estats Units                                              | Illinois- Kentucky       |      |
| —     | —     | —                                 | —                                          | Riu Buffalo                                | Riu Buffalo                                | Duck               |                         | 201           | 1.980       |              | Estats Units                                              | Illinois- Kentucky       |      |
| —     | —     | —                                 | Arroyo Shoal                               | Arroyo Shoal                               | Arroyo Shoal                               | Tennessee          |                         | 91,6          |             |              | Estats Units · Estats Units                               | Illinois- Kentucky       |      |
| —     | —     | —                                 | Riu Elk                                    | Riu Elk                                    | Riu Elk                                    | Tennessee          |                         | 314           |             | 89           | Estats Units · Estats Units                               | Illinois- Kentucky       |      |
| —     | —     | —                                 | Riu Flint                                  | Riu Flint                                  | Riu Flint                                  | Tennessee          |                         | 105,7         | 1.470       |              | Estats Units                                              | Illinois- Kentucky       |      |
| —     | —     | —                                 | Riu Paint Rock                             | Riu Paint Rock                             | Riu Paint Rock                             | Tennessee          |                         | 94,5          | 1.470       |              | Estats Units                                              | Illinois- Kentucky       |      |
| —     | —     | —                                 | Riu Sequatchie                             | Riu Sequatchie                             | Riu Sequatchie                             | Tennessee          |                         | 187           |             |              | Estats Units                                              | Illinois- Kentucky       |      |
| —     | —     | —                                 | Riu Hiwassee                               | Riu Hiwassee                               | Riu Hiwassee                               | Tennessee          |                         | 213           | 2.590       |              | Estats Units · Estats Units                               | Illinois- Kentucky       |      |
| —     | —     | —                                 | —                                          | Riu Toccoa/Ocoee                           | Riu Toccoa/Ocoee                           | Hiwassee           |                         | 150           |             |              | Estats Units · Estats Units                               | Illinois- Kentucky       |      |
| —     | —     | —                                 | Riu Clinch                                 | Riu Clinch                                 | Riu Clinch                                 | Tennessee          |                         | 542           | 11.430      | 59           | Estats Units · Estats Units                               | Illinois- Kentucky       |      |
| —     | —     | —                                 | —                                          | Riu Powell                                 | Riu Powell                                 | Clinch             |                         | 314,6         | 2.470       |              | Estats Units · Estats Units                               | Illinois- Kentucky       |      |
| —     | —     | —                                 | Riu Little Tennessee                       | Riu Little Tennessee                       | Riu Little Tennessee                       | Riu Tennessee      |                         | 217           |             |              | Estats Units · Estats Units · Estats Units                | Illinois- Kentucky       |      |
| —     | —     | —                                 | —                                          | Riu Tuckasegee                             | Riu Tuckasegee                             | Little Tennessee   |                         | 97            | 1.696       | 45           | Estats Units                                              | Illinois- Kentucky       |      |
| —     | —     | —                                 | Riu French Broad                           | Riu French Broad                           | Riu French Broad                           | Tennessee          |                         | 343           | 13.270      | 223,1        | Estats Units · Estats Units                               | Illinois- Kentucky       |      |
| —     | —     | —                                 | —                                          | Riu Nolichucky                             | Riu Nolichucky                             | French Broad       |                         | 185           | 4.520       | 45           | Estats Units · Estats Units                               | Illinois- Kentucky       |      |
| —     | —     | —                                 | Riu Holston—North Fork                     | Riu Holston—North Fork                     | Riu Holston—North Fork                     | Tennessee          |                         | 441           | 9.700       | 137,3        | Estats Units · Estats Units                               | Illinois- Kentucky       |      |
| —     | —     | —                                 | —                                          | Riu South Fork Holston                     | Riu South Fork Holston                     | Holston            |                         | 180           |             |              | Estats Units · Estats Units                               | Illinois- Kentucky       |      |
| —     | —     | —                                 | —                                          | —                                          | Riu Watauga                                | South Fork Holston |                         | 126,3         | 2.247       |              | Estats Units · Estats Units                               | Illinois- Kentucky       |      |
| —     | —     | —                                 | —                                          | —                                          | Riu Middle Fork Holston                    | South Fork Holston |                         | 90,9          |             |              | Estats Units                                              | Illinois- Kentucky       |      |
| —     | D     | Riu Cache                         | Riu Cache                                  | Riu Cache                                  | Riu Cache                                  | Ohio               |                         | 148           | 1.910       |              | Estats Units                                              | Illinois- Kentucky       |      |